# Rouvray (Costa d'Or)
Rouvray és un municipi francès, situat al departament de la Costa d'Or i a la regió de Borgonya - Franc Comtat. L'any 2007 tenia 636 habitants.

## Demografia

### Població
El 2007 la població de fet de Rouvray era de 636 persones. Hi havia 283 famílies, de les quals 113 eren unipersonals (24 homes vivint sols i 89 dones vivint soles), 77 parelles sense fills, 77 parelles amb fills i 16 famílies monoparentals amb fills.
La població ha evolucionat segons el següent gràfic:
Habitants censats

### Habitatges
El 2007 hi havia 375 habitatges, 290 eren l'habitatge principal de la família, 49 eren segones residències i 36 estaven desocupats. 288 eren cases i 56 eren apartaments. Dels 290 habitatges principals, 173 estaven ocupats pels seus propietaris, 108 estaven llogats i ocupats pels llogaters i 10 estaven cedits a títol gratuït; 27 tenien una cambra, 39 en tenien dues, 71 en tenien tres, 73 en tenien quatre i 80 en tenien cinc o més. 136 habitatges disposaven pel capbaix d'una plaça de pàrquing. A 122 habitatges hi havia un automòbil i a 79 n'hi havia dos o més.

### Piràmide de població
La piràmide de població per edats i sexe el 2009 era:
| Homes | Edats   | Dones |
| ----- | ------- | ----- |
| 0     | 95 o +  | 0     |
| 4     | 90 a 94 | 8     |
| 0     | 85 a 89 | 20    |
| 8     | 80 a 84 | 0     |
| 8     | 75 a 79 | 24    |
| 12    | 70 a 74 | 20    |
| 24    | 65 a 69 | 12    |
| 8     | 60 a 64 | 8     |
| 8     | 55 a 59 | 16    |
| 20    | 50 a 54 | 20    |
| 28    | 45 a 49 | 36    |
| 20    | 40 a 44 | 16    |
| 28    | 35 a 39 | 24    |
| 12    | 30 a 34 | 20    |
| 8     | 25 a 29 | 12    |
| 0     | 20 a 24 | 0     |
| 28    | 15 a 19 | 20    |
| 32    | 10 a 14 | 12    |
| 16    | 5 a 9   | 8     |
| 24    | 0 a 4   | 4     |

## Economia
El 2007 la població en edat de treballar era de 383 persones, 281 eren actives i 102 eren inactives. De les 281 persones actives 249 estaven ocupades (133 homes i 116 dones) i 32 estaven aturades (19 homes i 13 dones). De les 102 persones inactives 31 estaven jubilades, 39 estaven estudiant i 32 estaven classificades com a «altres inactius».

### Ingressos
El 2009 a Rouvray hi havia 272 unitats fiscals que integraven 577 persones, la mediana anual d'ingressos fiscals per persona era de 15.205 €.

### Activitats econòmiques
Dels 41 establiments que hi havia el 2007, 1 era d'una empresa alimentària, 2 d'empreses de fabricació d'altres productes industrials, 8 d'empreses de construcció, 8 d'empreses de comerç i reparació d'automòbils, 2 d'empreses de transport, 6 d'empreses d'hostatgeria i restauració, 3 d'empreses financeres, 3 d'empreses de serveis, 5 d'entitats de l'administració pública i 3 d'empreses classificades com a «altres activitats de serveis».
Dels 13 establiments de servei als particulars que hi havia el 2009, 2 eren oficines bancàries, 1 taller de reparació d'automòbils i de material agrícola, 1 paleta, 4 guixaires pintors, 1 fusteria, 1 perruqueria i 3 restaurants.
Dels 5 establiments comercials que hi havia el 2009, 1 era un hipermercat, 1 una botiga de menys de 120 m², 1 una sabateria, 1 una botiga de material de revestiment de parets i terra i 1 una joieria.
L'any 2000 a Rouvray hi havia 10 explotacions agrícoles que ocupaven un total de 456 hectàrees.

## Equipaments sanitaris i escolars
El 2009 hi havia 1 farmàcia i 1 ambulància.
El 2009 hi havia una escola elemental.

## Poblacions més properes
El següent diagrama mostra les poblacions més properes.